# San Manuel (Tarlac)
San Manuel (Bayan ng San Manuel - Municipality of San Manuel), antes conocido como San José, es un municipio filipino de cuarta categoría, situado en la parte central de la isla de Luzón. Forma parte del Primer Distrito Electoral de la provincia de Tarlac situada en la Región Administrativa de Luzón Central, también denominada Región III.

## Geografía
Municipio situado en el nordeste de la provincia, el más septentrional, limítrofe con las provincias de Pangasinán y de Nueva Écija. 
Su término linda al norte con Pangasinán, municipios de Santo Tomás, de Bayambang y de Rosales; al sur con los de Moncada y de Anao; al este con los de Cuyapo; y al oeste con Bautista de Pangasinán.

### Barangays
El municipio  de San Manuel se divide, a los efectos administrativos, en 15 barangayes o barrios, conforme a la siguiente relación:
| - Colubot - Lanat - Legazpi - Mangandingay | - Matarannoc - Pacpaco - Población - Salcedo | - San Agustín - San Felipe - San Jacinto - San Miguel | - San Narciso - San Vicente - Santa María |  |

## Historia

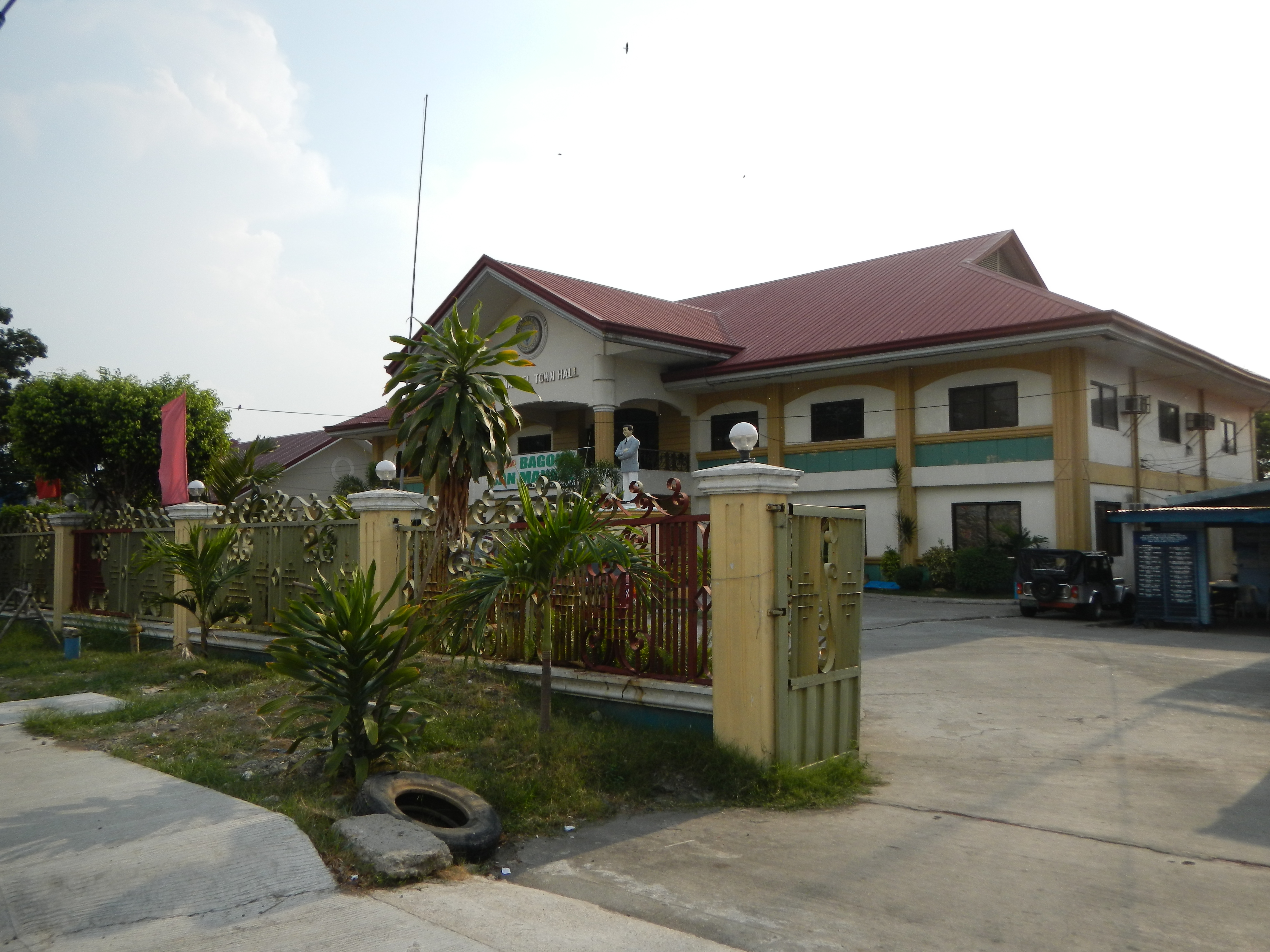
Casas Consistoriales.

El barrio de San José, así llamado en 1902, formaba parte del municipio de Moncada, siendo el más poblado, hasta el año 1909, durante la ocupación estadounidense de Filipinas, cuando gracias a la iniciativa de Manuel de León, se convierte en municipio independiente. Cambia su nombre en honor del benefactor.

## Patrimonio

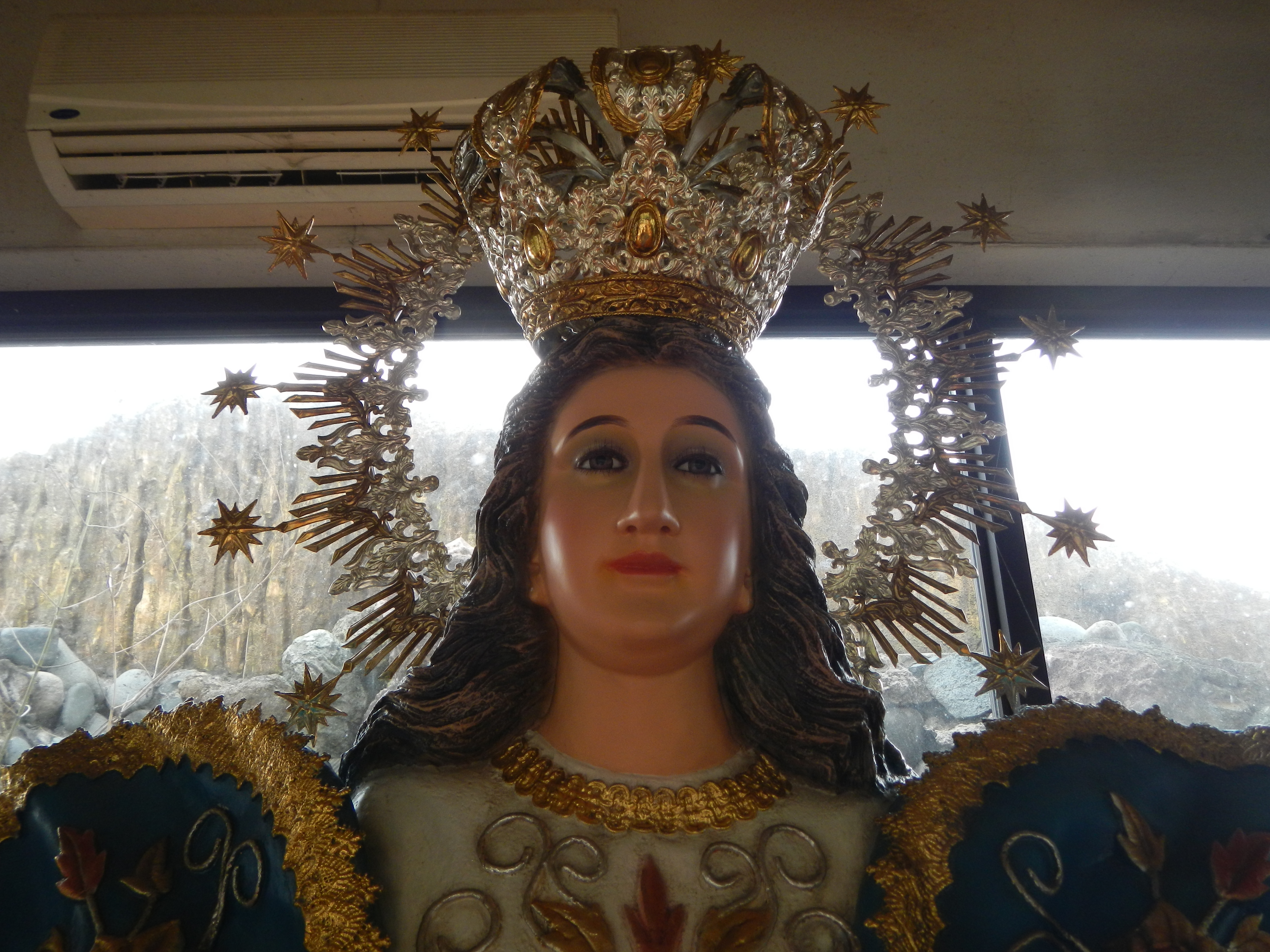
Imagen de Nuestra Señora de los Remedios.

- Iglesia parroquial católica bajo la advocación de Nuestra Señora de los Remedios,  data del año 1934. (Our Lady of Remedies Parish)

Forma parte de  la Vicaría de Santa Rosa de Lima, perteneciente a la Diócesis de Tarlac en la provincia Eclesiástica de San Fernando.